# 正カレント
数学、特に複素幾何学、代数幾何学、複素解析では、正カレント(positive current)は、n-次元複素多様体上の分布(distribution)に値を取る正(positive)な (n-p, n-p)-形式のことである。
公式な定義をするために、多様体 M 上のカレントは（定義により）分布に係数を持つ微分形式である。M 上で積分すると、カレントを「積分のカレント」として、つまり、汎函数
{\displaystyle \eta \mapsto \int _{M}\eta \wedge \rho }
として考えることができ、コンパクトな台を持つ微分可能な形式である。このカレントという方法は、双対空間の元として考えることもできて、コンパクトな台を持つ微分形式 {\displaystyle \Lambda _{c}^{*}(M)} と考えることもできる。
さて、M を複素多様体とすると、カレント上でホッジ分解 {\displaystyle \Lambda ^{i}(M)=\bigoplus _{p+q=i}\Lambda ^{p,q}(M)} を、自然な方法で定義することができる。自然な方法とは、(p,q)-カレントが {\displaystyle \Lambda _{c}^{p,q}(M)} 上の汎函数となることである。
正カレントは、ホッジタイプ (p, p) の実カレントとして定義され、正 (p, p)-形式のすべてで非負な値を持つ。

## ケーラー多様体の特徴付け
ハーン・バナッハの定理を使い、ハーヴェイ(Harvey)とローソン(Lawson)は、ケーラー計量が存在するための次の条件を証明した。

定理: M をコンパクト複素多様体とすると、M がケーラー構造を持ち得ないことと、M が非零な正の (1,1)-カレント {\displaystyle \Theta } で (1,1)-部分が完全 2-カレントであるようなものを持つこととは同値である。
ド・ラーム微分が 3-カレントを 2-カレントへ写すことに注意すると、{\displaystyle \Theta } は 3-カレントの微分である。{\displaystyle \Theta } が複素曲線の積分カレントであれば、曲線がバウンダリの (1,1)-部分であることを意味する。
M が全射である写像 {\displaystyle \pi :\;M\mapsto X} であり、1-次元ファイバーを持つケーラー多様体への写像とすると、この定理は複素代数幾何学の次の結果を導く。

系: この状況下で、M がケーラーでないことと、{\displaystyle \pi } の生成ファイバーのホモロジー類がバウンダリの (1,1)-部分であること同値である。